# 夏寶 (南城)
夏寶（15世紀—16世紀），字彝仲，號來山，江西建昌府南城縣人，明朝政治人物。

## 生平
夏寶學問淵博，擅長古文辭，是嘉靖七年（1528年）戊子科江西鄉試舉人，三十一年（1552年）授寧德知縣，只有一位僕人隨行，到任後布衣蔬食如未中舉時，為政廉明，鍰金均歸入公帑，案無留牘，餘暇時則吟詩灌園，悠然自得，陞常州通判，官至岳州同知，致仕歸里後和同鄉羅錦、許璜、新城王材諸人組成詩社，又首創修《南城縣志》，人稱為善本。

## 引用
1. 1 2  同治《南城縣志·卷八·人物志》：夏寶，字彝仲，號來山，嘉靖戊子鄉舉，授寧德知縣，以一僕自隨，布袍蔬食淡如未遇時，蒞政廉明，鍰金悉入公帑，案無留牘，暇則吟詩灌園，悠然自得也，累陞岳州同知致仕歸，與同邑羅錦、許璜、新城王材諸人修洛社故事，性謙謹學博善詩文，而與人言論退然若無有者，南城故無志，所司民土政事惟附見郡乘，亦缺略多舛誤，寶乃別纂成書，劈肌分理源流縷晰，較諸邑志郡志頗稱善本。 《福建通志》
2. ↑  乾隆《寧德縣志·卷三·秩官志》：夏寶，號來山，南城人由舉人嘉靖三十一年任，一僕自隨，布袍蔬食，聽訟立剖，案無留牘，囹圄空虛，鍰金悉入公帑，公事之暇吟詩灌園，學問該博無書不讀，善古文辭，擢常州通判。 舊志